# Gunvor Hofmo
Gunvor Hofmo (Oslo, 30 juni 1921 - aldaar, 17 oktober 1995) was een Noorse schrijfster, vaak beschouwd als een van de meest invloedrijke modernistische dichters van Noorwegen. Ze won onder meer de Doblougprijs (1982).

## Biografie
Hofmo werd geboren in Oslo en groeide op in een arbeidersgezin dat zich bevond tussen de socialisten, communisten en anti-nazi's. Haar vaders broer Rolf Hofmo (1898-1966) werd tijdens de Tweede Wereldoorlog gearresteerd en vervolgens opgesloten in het concentratiekamp Sachsenhausen.
Tijdens de oorlog deed Hofmo vrijwilligerswerk in een kamp in het dorp Biri. Daar ontmoette ze de Oostenrijks-Joodse vluchteling Ruth Maier, waar ze een relatie mee kreeg. Dit blijkt uit Maiers dagboeken waarin ze de relatie typeert als hecht en intiem, en ze Hofmo haar minnaar noemt. Eind 1942 werd Maier vanuit Oslo naar Auschwitz gedeporteerd. Hofmo bewaarde hierna Maiers dagboeken en de meeste correspondentie tussen de twee vrouwen. In 1953 benaderde Hofmo uitgeverij Gyldendal, maar zij waren niet geïnteresseerd in de publicatie ervan. Na Hofmo's overlijden in 1995 doorzocht de Noorse dichter en vertaler Jan Erik Vold haar archief, omdat hij over Hofmo wilde schrijven. Tijdens dit onderzoek stuitte hij op de dagboeken van Maier. Tien jaar lang redigeerde hij de dagboeken alvorens uitgeverij Gyldendal alsnog overging tot publicatie ervan. De biografie over Hofmo's leven, Mørkets sangerske. En bok om Gunvor Hofmo (Noors voor 'De zanger van de duisternis. Een boek over Gunvor Hofmo') getiteld, verscheen al eerder in 2000.
Hofmo begon haar literaire carrière met het indienen van gedichten, onder meer bij de communistische krant Friheten en weekbladen zoals Hjemmet. Een van haar eerste gepubliceerde gedichten was opgedragen aan Maier. Deze werd gepubliceerd in Magasinet for Alle. De deportatie van Maier ervoer Hofmo als een groot trauma. In 1943 werd ze opgenomen wegens een depressie, waarna een levenslange strijd met haar mentale gezondheid volgde.
Na de bevrijding van Noorwegen in 1945 reisde Hofmo veel, onder meer naar steden als Amsterdam, Londen, Parijs, Kopenhagen en Stockholm. Verschillende beurzen maakten dit mogelijk. Voor het Noorse dagblad Dagbladet schreef ze essays over reizen, Noorse poëzie en filosofie. In 1953 stopte ze hiermee om zich te kunnen concentreren op haar poëzie. Tussen 1946 en 1955 publiceerde Hofmo vijf dichtbundels.
In 1947 ontmoette Hofmo de dichteres Astrid Tollefsen (1897-1973). Het tweetal ging uiteindelijk samenwonen en was in hun tijd, als een van de eerste openlijk lesbische stellen, behoorlijk opvallend.
Van 1955 tot 1971 leed ze aan schizofrenie, waarvoor ze werd opgenomen in een psychiatrisch ziekenhuis. In deze zestien jaar publiceerde ze slechts één bundel, samen met haar partner Tollefsen, die eveneens gedichten schreef, en de dichteres Astrid Hjertenæs Andersen. Na haar ontslag uit het ziekenhuis ging Hofmo een aanzienlijk productieve periode tegemoet. Tussen 1971 en 1994, een jaar voor haar overlijden, publiceerde ze meer dan tien dichtbundels. De laatste drie bundels verschenen postuum onder redactie van Vold. In haar latere gedichten zijn het oorlogsleed, het verdriet om de verloren dierbare, het schuldgevoel en het ziekenhuisleven terugkerende thema's.
Van 1977 tot aan haar overlijden leefde Hofmo als een kluizenaar en verliet ze haar appartement in Oslo niet.

## Publicaties
- 1946: Jeg vil hjem til menneskene (Ik wil naar huis naar de mensen)
- 1948: Fra en annen virkelighet (Vanuit een andere werkelijkheid)
- 1951: Blinde nattergaler (Blinde nachtegalen)
- 1954: I en våkenatt (In een wakkere nacht)
- 1955: Testamente til en evighet (Een wil tot een eeuwigheid)
- 1963: Treklang (Triade) (samen met Astrid Tollefsen en Astrid Hjertenæs Andersen)
- 1971: Gjest på jorden (Gast op aarde)
- 1972: November
- 1973: Veisperringer (Wegversperringen)
- 1974: Mellomspill (Tussenspel/Intermezzo)
- 1976: Hva fanger natten (Wat de nacht vastlegt)
- 1978: Det er sent (Het is laat)
- 1981: Nå har hendene rørt meg (Nu hebben de handen mij aangeraakt)
- 1984: Gi meg til berget (Geef me aan de bergen)
- 1986: Stjernene og barndommen (De sterren en de kindertijd)
- 1987: Nabot
- 1989: Ord til bilder (Woorden naar foto's)
- 1990: Fuglen (De vogel)
- 1994: Epilog (Epiloog)
- 1996: Samlede dikt (Verzamelde gedichten) (onder redactie van Jan Erik Vold)
- 1997: Etterlatte dikt (Achtergelaten gedichten) (onder redactie van Jan Erik Vold)
- 1999: Jeg glemmer ingen (Ik vergat niemand) (onder redactie van Jan Erik Vold)